# Voies biliaires
- Arbre biliaire avec ses différentes voies

Arbre biliaire avec ses différentes voies

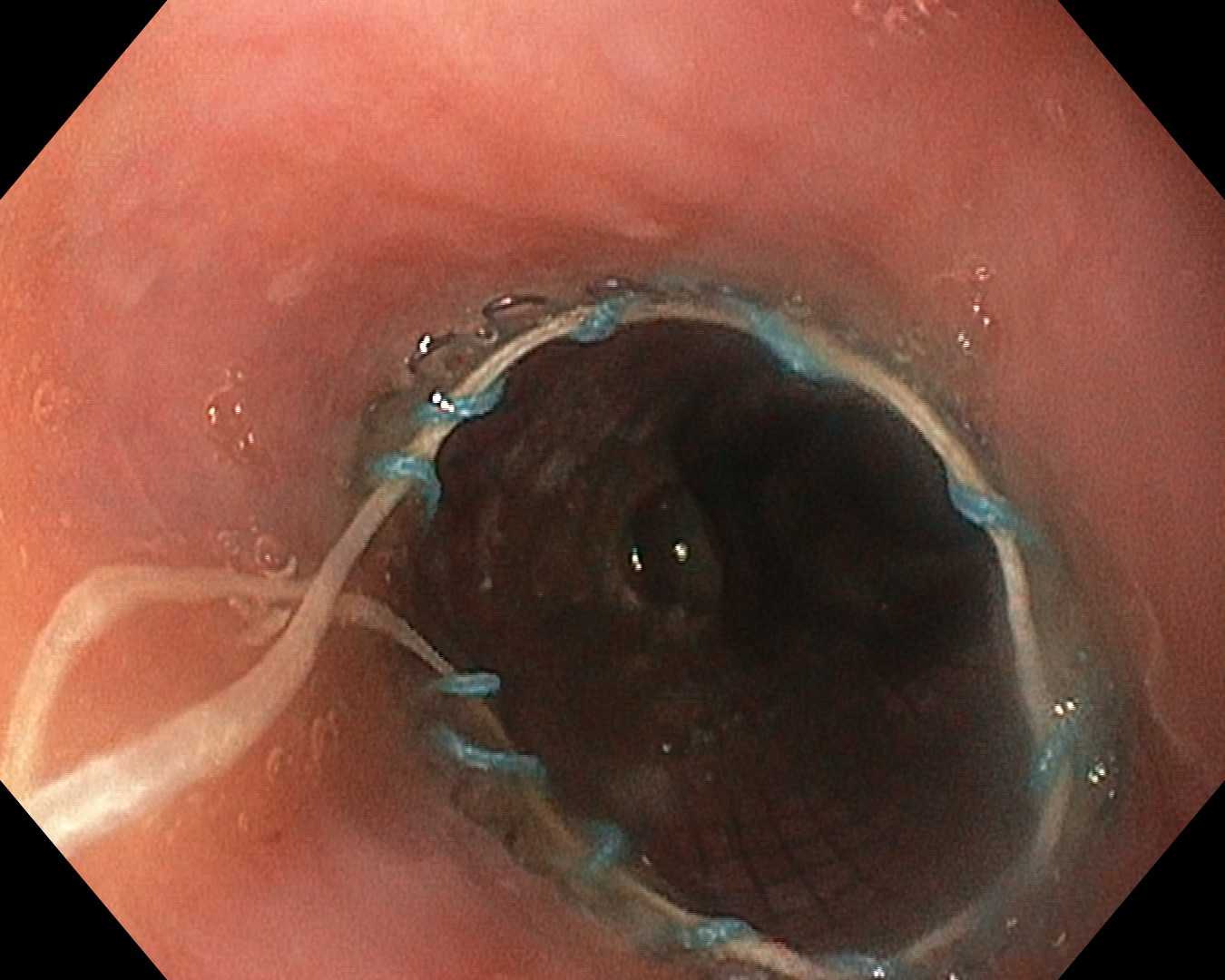
Endoprothèse auto expandable

Les voies biliaires sont l'ensemble de canaux collectant la bile synthétisée dans le foie jusqu'à son écoulement dans le duodénum.

## Excrétion de la bile
Après sa sécrétion par les cellules du foie, la bile s'écoule par les canaux biliaires se réunissant en un canal unique (voie biliaire principale) aboutissant au duodénum. La vésicule biliaire est un petit réservoir sur le trajet de la bile qui sert à son « stockage » entre son excrétion dans le tube digestif.
Les canalicules biliaires donnent naissance aux canaux de Herring, à l'origine des canaux biliaires, puis aux voies biliaires intrahépatiques donnant le canal hépatique droit et gauche s'associant en dehors du foie pour former le canal hépatique commun. Ce dernier se joint au canal cystique pour former le canal cholédoque qui s'abouche dans le duodénum par la grande caroncule via l'ampoule de Vater et le sphincter d'Oddi.

### Les voies biliaires intrahépatiques
Au niveau de chaque lobule hépatique, la bile sécrétée par les hépatocytes va être recueillie par un ensemble de petits canaux, les canalicules, puis les canaux de Herring et enfin les canaux biliaires. La réunion de ces canaux forme le canal hépatique droit et gauche qui sortent du foie au niveau du hile du foie. Les canaux vont former un canal hépatique commun, qui devient extrahépatique.

### Les voies biliaires extrahépatiques
Elles sont formées d'une voie principale et d'une voie accessoire.
- La voie biliaire principale est constituée des canaux hépatiques droit et gauche qui se réunissent pour former le canal hépatique commun qui se joint au canal cystique pour former le canal cholédoque, qui va aboucher au duodénum au niveau de l'ampoule de Vater par le biais du sphincter d'Oddi.

- La voie biliaire accessoire est constituée de la vésicule biliaire et du canal cystique.

La vésicule biliaire est un réservoir de stockage où la bile s'accumule entre les repas et est concentrée par réabsorption de 90 % de son eau. L'orifice de sortie est le canal cystique qui rejoint le canal hépatique commun pour former le canal cholédoque.